# イバナ・イサイロビッチ
イヴァナ・イサイロヴィッチ（Ivana Isailović、1986年1月1日 - ）は、セルビアの元女子バレーボール選手。ポジションはミドルブロッカー。元セルビア代表。

## 来歴
2004年、OKレッドスター・ベオグラードに入団し、プロとしてのキャリアをスタートさせる。2007年にセルビア代表に初選出され、同年の欧州選手権で銀メダルを獲得し、ワールドカップに出場した。2010年よりドイツリーグのVfB Suhlに移籍し、3シーズンプレーした。2015年からはポーランドリーグのWisła Warszawaでプレーしていた。

## 球歴
- ワールドカップ - 2007年

## 所属クラブ
- OKレッドスター・ベオグラード（2004-2010年）
- VfB Suhl（2010-2013年）
- シュヴェリーンSC（2013-2014年）
- Wisła Warszawa（2015-2017年）
- Energa MKS Kalisz（2017-2018年）